# Le Collet-de-Dèze
Le Collet-de-Dèze è un comune francese di 700 abitanti situato nel dipartimento della Lozère nella regione dell'Occitania.

## Società

### Evoluzione demografica
Abitanti censiti